# Semien Wollo
La zone Semien Wollo (ou Nord Wollo) est l'une des 10 zones de la région Amhara en Éthiopie. 

## Woredas
La zone est composée de 9 woredas :
- Bugna
- Dawuntna Delant
- Gidan
- Guba Lafto
- Habru
- Kobo
- Meket
- Wadla
- Weldiya